# لوتلا دیمون

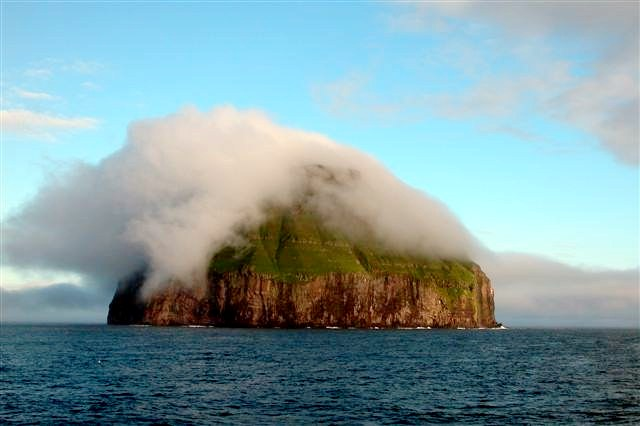
نمایی از جزیره لوتلا دیمون

لوتلا دیمون جزیره‌ای کوچک از مجمع‌الجزایر فاروئه است که مساحت آن کمتر از ۱۰۰ هکتار است. این جزیره که بین دو جزیره استورا دیمون و سورایی قرار دارد کوچکترین جزیره از مجموع ۱۸ جزیره اصلی فاروئه است. در زبان سلتی لوتلا به معنی کوچک و استورا به معنی بزرگ می‌باشد.
این جزیره محل زندگی پرندگان گوناگون است و منطقه ویژه پرندگان شناخته می‌شود. گوسفند فاروئس نیز در این جزیره کوچک یافت می‌شود.

## نگارخانه

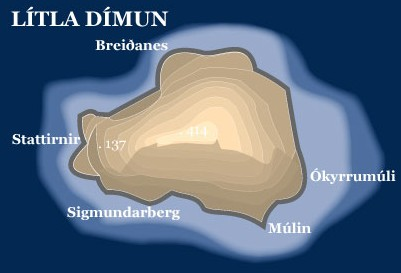
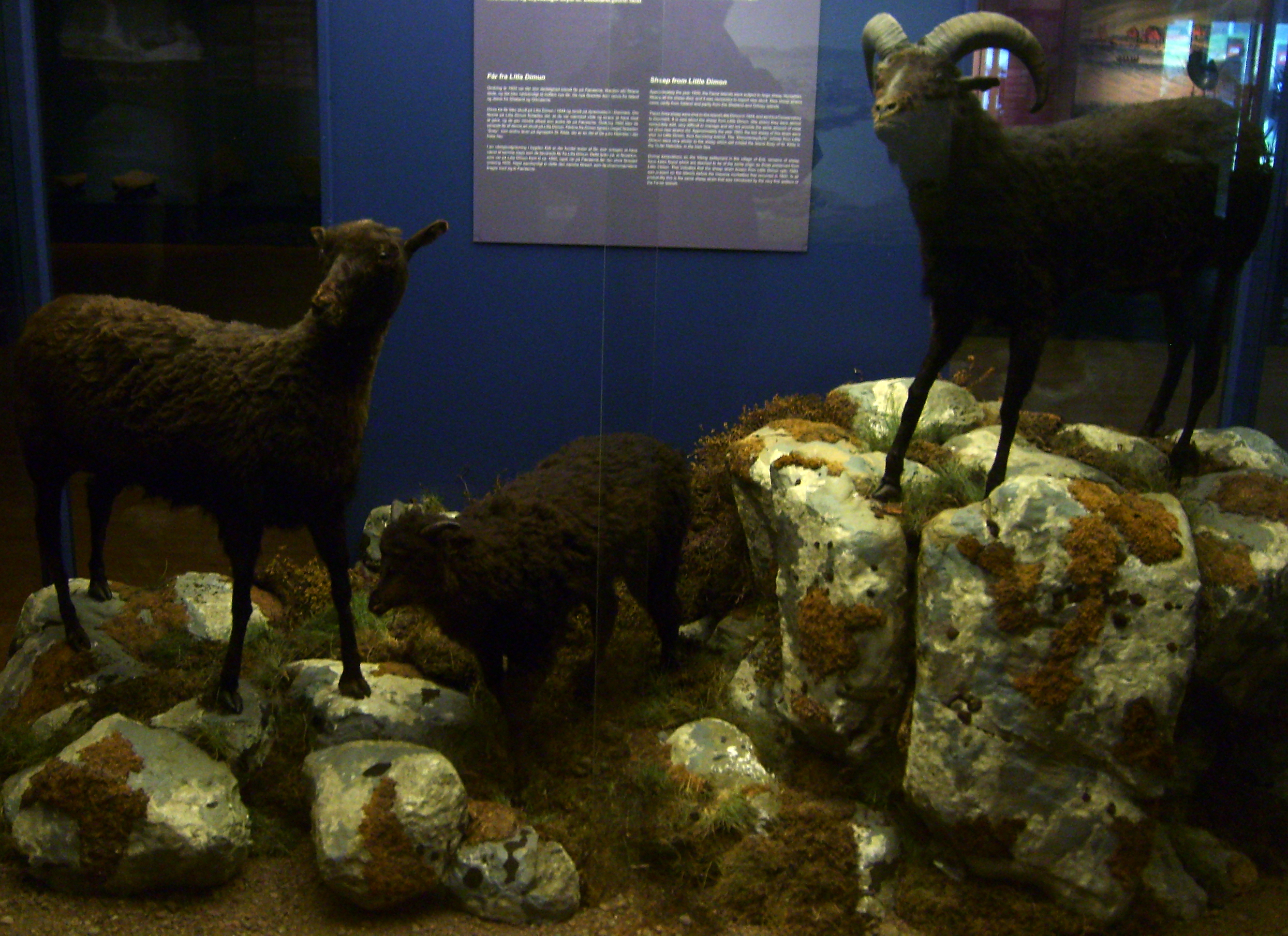